# Уошито (приток Ред-Ривера)
Уо́шито (англ. Ouachita River; в низовье англ. Black River — Блэк-Ривер) — река в Арканзасе и Луизиане, США. Левый приток Ред-Ривера. Название реки (ранее Washita) произошло от индейского племени уичита.
Уошито берёт начало в горах Уошито штата Арканзас и течёт в юго-восточном направлении до впадения в Ред-Ривер в Луизиане. Длина реки — 973 км. Последние 92 км Уошито, после впадения в неё реки Тензас в Джонсвилле, носят название Блэк-Ривер. Большая часть водосборного бассейна реки (65 000 км²) находится в Примексиканской низменности и долине Миссисипи. Главными притоками с востока являются Бёф и Тензас, с запада — Байо-Бартолеме, с севера — Салин-Ривер.
Навигация по реке осуществлялась с конца XVIII века. До 1924 года были построены 6 дамб и водохранилищ. Три были построены в горах Уошито — Блейкли-Маунтин (1955 год), Карпентер (1931 год) и Реммел-Дам (1924 год). Они выполняют несколько функций — производство гидроэнергии, контроль за уровнем воды и место для отдыха. Крупные города на реке — Аркаделфия, Монро и Камден (находится на канале, проведённом к Уошито в 1950 году).

## Населённые пункты на реке
- Мина
- Хот-Спрингс
- Малверн
- Аркаделфия
- Кроссетт
- Стерлингтон
- Монро
- Уэст-Монро
- Колумбия
- Гаррисонберг
- Джонсвилл